# Memory (film 2023)
Memory è un film del 2023 scritto e diretto da Michel Franco.

## Trama
Sylvia, una madre single iperprotettiva con un passato da alcolizzata che ora lavora come assistente sociale, incrocia per caso Saul, l'uomo che l'aveva stuprata ai tempi del liceo. Quest'ultimo però ora soffre di demenza ed è quindi incapace di ricordare l'avvenimento, cosa che spinge la stessa Sylvia a indagare e rimettere in discussione la sua memoria: dubbiosa di aver incolpato l'uomo sbagliato, si offre di prendersi cura di Saul per tenerlo d'occhio.

## Colonna sonora
Il brano A Whiter Shade of Pale dei Procol Harum è il leitmotiv della pellicola.

## Promozione
Il primo trailer del film è stato pubblicato il 28 novembre 2023.

## Distribuzione
Il film è stato presentato in anteprima l'8 settembre 2023 alla 80ª Mostra internazionale d'arte cinematografica di Venezia.

## Accoglienza

### Incassi
Il film ha incassato poco più di 1,9 milioni di dollari.

### Critica
Su Rotten Tomatoes l'86% delle 119 recensioni  critiche è positivo, con un voto medio di 7/10; su Metacritic il voto medio di 31 critici è 71/100.

## Riconoscimenti
- 2023 - Mostra internazionale d'arte cinematografica
  - Coppa Volpi per la migliore interpretazione maschile a Peter Sarsgaard
  - In concorso per il Leone d'oro
- 2023 - Independent Spirit Awards[7]
  - Candidatura per la miglior interpretazione protagonista a Jessica Chastain